# Mandana Moghaddam

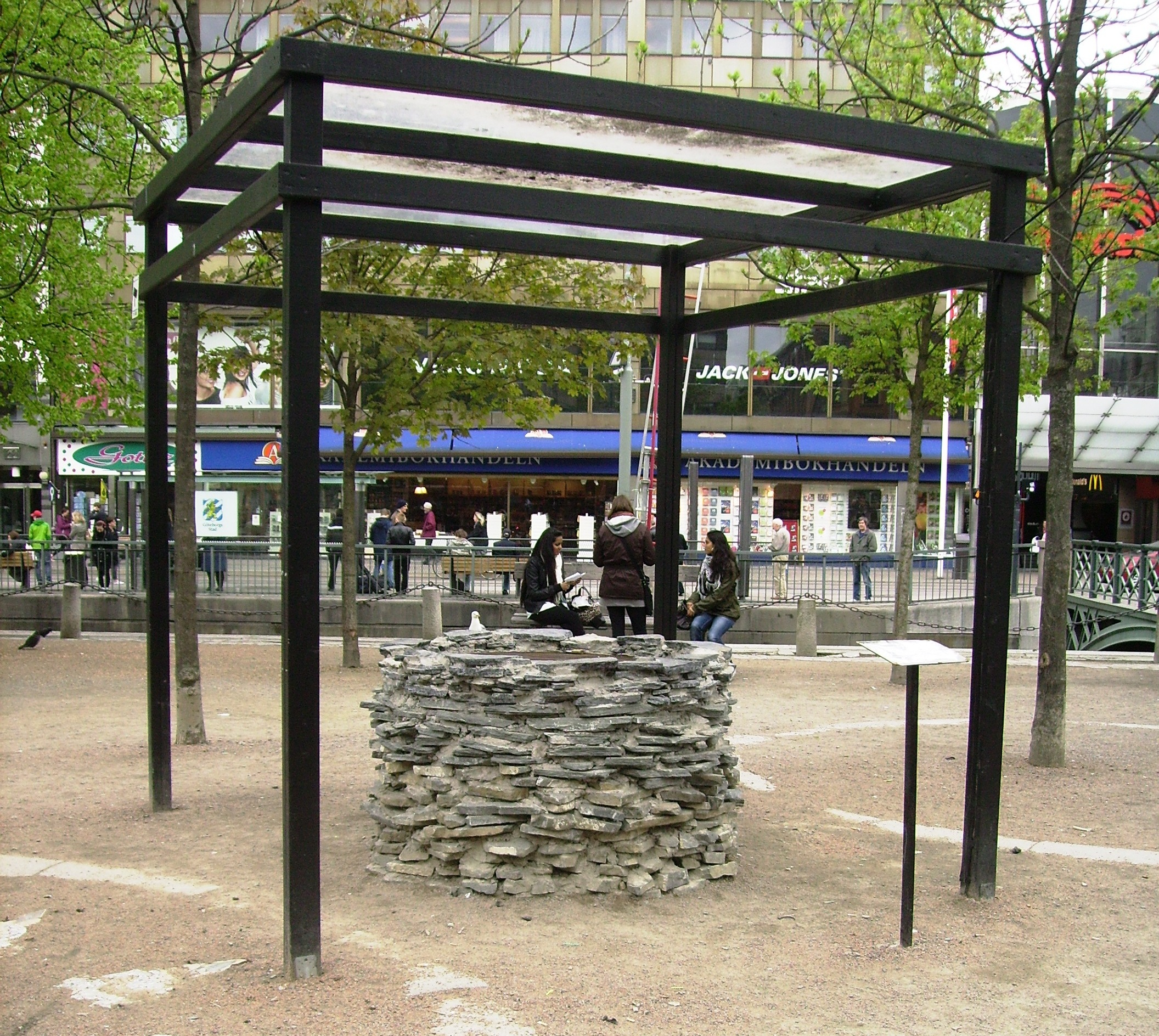
Brunnen, installation i Göteborg, 2008

Mandana Moghaddam Hosseini, född 23 februari 1962 i Iran, är en svensk-iransk konstnär. 
Med bas i Göteborg har hon utvecklat ett konstnärskap kring kommunikation och isolering, ofta med en politisk udd, som till exempel hennes serie installationer Chelgis. Namnet kommer från en gammal persisk saga och kan översättas med ”flickan med de fyrtio flätorna”. Hår en viktig komponent i Moghaddams konstnärskap. I samband med Göteborgs internationella konstbiennal visas den fjärde upplagan, Chelgis IV (Hedjle). Hon har deltagit i internationella utställningar, bland annat i Arnhem, Berlin, Istanbul, London, Teheran och New York. 
I Sverige har hon haft separatutställningar bland annat i Stenasalen på Göteborgs konstmuseum, på Röda Sten och på Konsthallen i Vänersborg.
Moghaddam deltog i Venedigbiennalen 2005. och vid Göteborgs konstmuseum 2006 och Barbican Arts Centre i London.

## Utmärkelser
- 2007 Sten A Olssons kulturstipendium[6]
- 2008 Göteborgs stads kulturstipendium
- 2009 Västra Götalandsregionens kulturstipendium[7][8]
- 2010 Sveriges Bildkonstnärsfondens tvååriga stipendium